# Nicrophorus americanus
Nicrophorus americanus (лат.) — вид жуков-могильщиков из семейства мертвоедов (Silphidae). Эндемики Северной Америки. В настоящее время эти жуки занимают менее 10 % своего исторического ареала.

## Описание

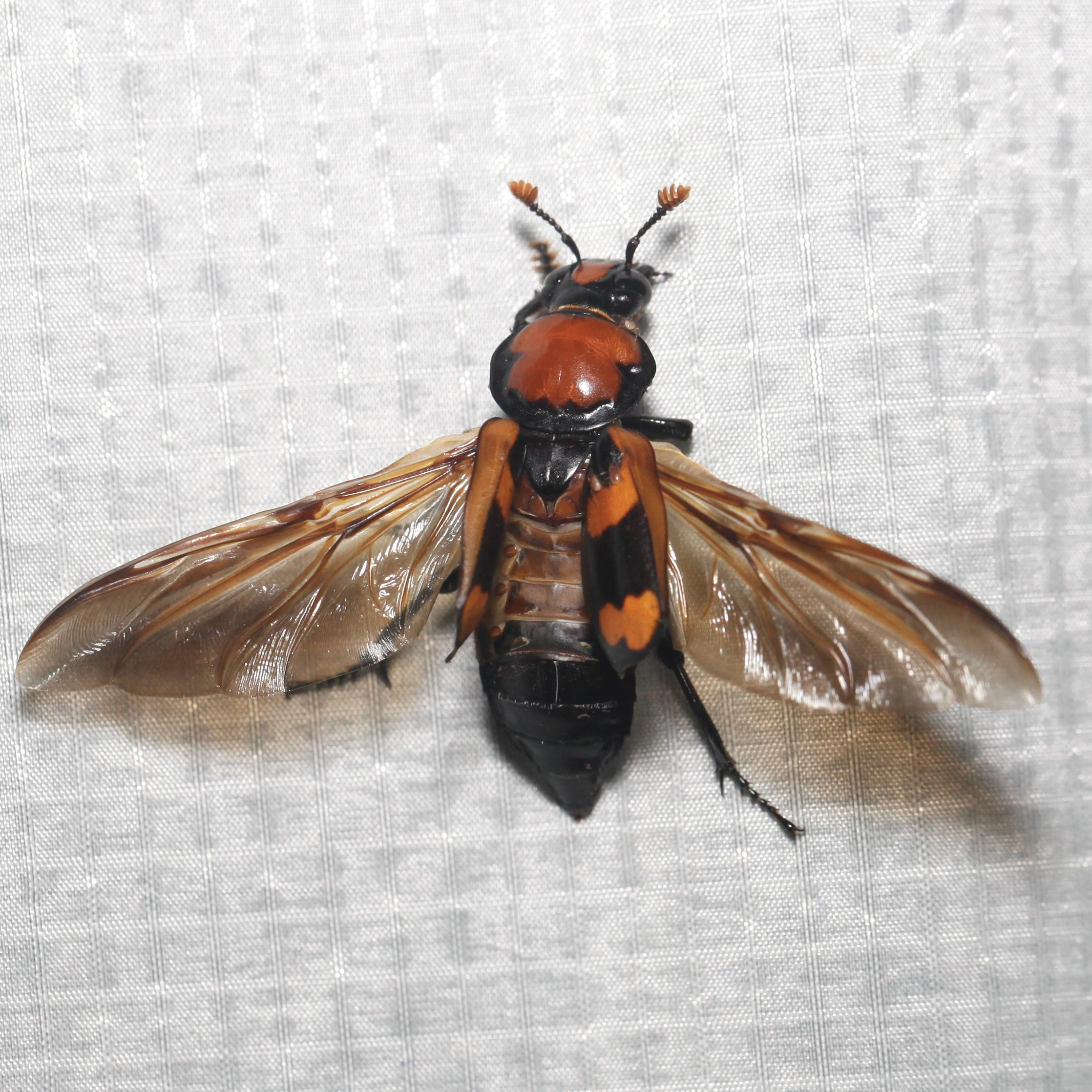
Взрослая самка с расправленными для полёта крыльями

Длина тела взрослых особей 25—45 мм. Тело чёрное, с крупными оранжево-красными отметинами.

## Образ жизни
Зимуют в почве, зарываясь туда, когда температура воздуха падает ниже 15 °C. Когда температура пересекает эту отметку в обратную сторону, они выкапываются из земли и приступают к размножению. Самцы часто закапывают падаль и затем привлекают самку. Жуки нередко дерутся за падаль, побеждают обычно более крупные самец и самка. Победители закапывают падаль и самка откладывает яйца рядом с ней. Эти жуки необычны тем, что представители обоих полов участвуют во взращивании потомства.
Взрослые особи ведут ночной образ жизни и хорошо летают. Они могут перемещаться на километр за одну ночь.